# Philemon Dickinson
Pour les articles homonymes, voir Dickinson.
Philemon Dickinson, né le 5 avril 1739 et mort le 4 février 1809, était un avocat et politicien américain de Trenton (New Jersey). En tant que général de brigade de la milice du New Jersey, il fut un des officiers les plus efficaces de la guerre d'indépendance des États-Unis. Il fut également membre du Congrès continental, représentant le Delaware et Sénateur du New Jersey.

## Biographie
Dickinson est né dans le Maryland le 5 avril 1739. Lorsqu'il nait, sa famille se déplace dans le Delaware. Il est instruit par un professeur privé jusqu'à ce qu'il aille à l'Université de Pennsylvanie, où il obtient un diplôme en première classe en 1759. Il étudie alors le droit et est admis au Barreau, mais ne pratiquera jamais. En 1767, Dickinson part à Trenton dans le New Jersey. Il devient officier durant la guerre d'indépendance des États-Unis, élevé au grade de général de division dans la milice du New Jersey.
De 1782 à 1783, il représente le Delaware lors du Congrès continental. En 1784, il devient membre de la commission qui choisit le site pour la capitale nationale à Washington D.C.. Lorsque William Paterson démissionne du sénat des États-Unis, Dickinson est choisi par l'État du New Jersey pour remplacer Paterson. Dickinson siège au sénat du 23 novembre 1790 jusqu'au 3 mars 1793. Après son service au congrès et au sénat, il revient s'occuper de ses terres jusqu’à sa mort en 1809 où il fut enterré au cimetière du Friends Burying Ground situé à Trenton.

## Source
- (en) Cet article est partiellement ou en totalité issu de l’article de Wikipédia en anglais intitulé « Philemon Dickinson » (voir la liste des auteurs).